# Poa lavrenkoi
Poa lavrenkoi är en gräsart som beskrevs av Kuczerov. Poa lavrenkoi ingår i släktet gröen, och familjen gräs. Inga underarter finns listade i Catalogue of Life.